# Septoria jasiones
Septoria jasiones är en svampart som först beskrevs av Giacopo Bresàdola, och fick sitt nu gällande namn av Grove 1922. Septoria jasiones ingår i släktet Septoria och familjen Mycosphaerellaceae.   Inga underarter finns listade i Catalogue of Life.